# Balena grisa

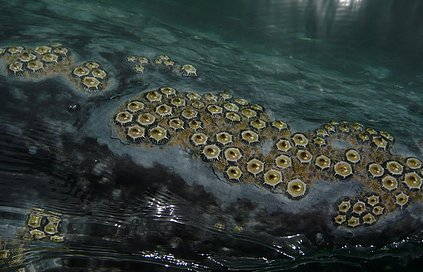
Percebes (Coronula sp.) sobre una balena grisa

La balena grisa (Eschrichtius robustus) és un cetaci que es troba al nord de l'oceà Pacífic (amb una població a les costes del Japó i Corea i una altra a les costes nord-americanes) i migra cada any entre les seves zones d'alimentació i de reproducció. Fins al segle xviii també n'hi havia hagut una població a l'Atlàntic Nord.
Assoleix una longitud d'uns setze metres, un pes d'unes 36 tones i una edat de 50-60 anys. La balena grisa és l'única espècie vivent del gènere Eschrichtius, que al seu torn és l'únic gènere de la família dels eschríchtids.
La pell és de color gris, amb taques irregulars blanques que formen un disseny característic que permet diferenciar a cada individu. El cos dels exemplars adults apareix recobert de crustacis ectoparàsits, especialment de percebes de la família Coronulidae. Les balenes adultes tenen tantes rèmores i cicatrius blanquinoses que sovint el color original pràcticament es perd.
Posseeixen diverses protuberàncies que acaben abans de la cua però no tenen una aleta dorsal veritable. El seu cap és relativament petit i s'inclina cap avall a partir d'un parell d'orificis nasals. La llarga boca sembla partir el cap en dos i es corba cap amunt. Les barbes tenen menys de 50 cm de llarg i són d'un color que va del groguenc al blanc. La part inferior del coll es mostra arrugada a causa de la presència de cinc fenedures poc profundes.
La primavera del 2021 un exemplar jove va entrar a la Mediterrània occidental procedent de l'Atlàntic (a on devia haver arribat des del Pacífic a través de l'Àrtic) i fou observat en aigües catalanes i balears. Anteriorment, s'havia albirat un altre exemplar a la Mediterrània el 2010.